# Victor Lobo Escolar
Victor Lobo Escolar (ur. 19 listopada 1979) – hiszpański biathlonista, olimpijczyk.
Wystąpił na Zimowych Igrzyskach Olimpijskich 2014. Był 72 w biegu indywidualnym i 84 w sprincie. Startował także w Mistrzostwach Świata 2013 w Novym Mescie. W biegu indywidualnym sklasyfikowano go na 94. miejscu, a w sprincie dopiero na 120. Startował sporadycznie w Pucharze Świata w sezonie 2013/2014, ale zajmował odległe miejsca.

## Osiągnięcia

### Igrzyska olimpijskie
| Rok  | Miejscowość | Konkurencje | Konkurencje | Konkurencje | Konkurencje | Konkurencje | Konkurencje | Konkurencje |
| Rok  | Miejscowość | IN          | SP          | PU          | MS          | RL          | MR          | SR          |
| ---- | ----------- | ----------- | ----------- | ----------- | ----------- | ----------- | ----------- | ----------- |
| 2014 | Soczi       | 71.         | 84.         | –           | –           | –           | –           | –           |

### Mistrzostwa świata
| Rok  | Miejscowość          | Konkurencje | Konkurencje | Konkurencje | Konkurencje | Konkurencje | Konkurencje | Konkurencje |
| Rok  | Miejscowość          | IN          | SP          | PU          | MS          | RL          | MR          | SR          |
| ---- | -------------------- | ----------- | ----------- | ----------- | ----------- | ----------- | ----------- | ----------- |
| 2013 | Nové Město na Moravě | 94.         | 120.        | –           | –           | LAP         | –           | –           |